# Burggrafenberg
Der Burggrafenberg ist eine rund 283 Meter hohe Erhebung im Südwesten der Stadt Wuppertal im Stadtteil Cronenberg.

## Topologie
Die höchste einzelne Erhebung des Staatsforst Burgholz stellt mit 282,8 m der zentral gelegene Burggrafenberg dar. Der Name ist eine etymologische Weiterentwicklung des früheren Namens Burggrabenberg bzw. Burggrawenberg und geht auf eine mittelalterliche Wallburg zurück.
Im Westen, am Fuß der Erhebung, verläuft die Wupper von Norden nach Süden. Nordwestlich befindet sich auf der anderen Wupperseite die ausgedehnten Anlagen des Klärwerks Buchenhofen. Nördlich vom Burggrafenberg verläuft das Tal des Glasbaches, einem Zufluss der Wupper. Das Tal des Burgholzbaches, ebenfalls ein Zufluss der Wupper, liegt im Süden des Burggrafenbergs. Am Burgholzbach, der wiederum selbst zahlreiche Nebenbäche besitzt, befinden sich Reste von protoindustriellen Wassertriebwerken wie Nöllenhammer.
Die Erhebung ist Teil der naturräumliche Einheit Burgholzberge (Ordnungsnummer 338.051).

## Bauwerke
Als Bodendenkmal sind die Reste der Ringwallanlage Burggraben geschützt.

## Ereignisse
Im Rahmen eines Endphaseverbrechens wurden Ende Februar/Anfang März 1945 auf dem Burggrafenberg im Staatsforst Burgholz 30 Zwangsarbeiter von der Gestapo erschossen, siehe NS-Morde im Burgholz.